# 드라간 페트로비치 (배우)
드라간 페트로비치(세르비아어: Драган Мићановић, Dragan Petrović, 1961년 12월 17일~)는 세르비아의 배우이다.

## 출연 작품

### 영화
- 데블스 타운 (2009년)
- 종이 왕자 (2008년)
- 빗나간 과녁 (2001년)
- 비극적인 풍자극 (1995년)
- 투영 (1987년)